# ۱۱۶۶ (خورشیدی)
۱۱۶۶ هزار و صد و شصت و ششمین سال هجری خورشیدی است.